# ایترهافن
ایترهافن (به آلمانی: Aiterhofen) یک شهر در آلمان است که در بایرن واقع شده‌است.

## خصوصیات
ایترهافن ۴۳٫۱۱ کیلومترمربع مساحت دارد ۳۳۹ متر بالاتر از سطح دریا واقع شده‌است.